# Sinocrassula yunnanensis
Sinocrassula yunnanensis là một loài thực vật có hoa trong họ Crassulaceae. Loài này được (Franch.) A. Berger miêu tả khoa học đầu tiên năm 1930.